# Franz Anton von Kolowrat-Liebsteinsky
Franz Anton von Kolowrat-Liebsteinsky, gróf (Prága, 1778. január 31. – Bécs, 1861. április 4.) osztrák politikus, államminiszter, 1848. március 21. – április 5. között az Osztrák Császárság miniszterelnöke.

## Családja
A Kolowrat régi nemes család, amelynek birtokai Csehországban és Ausztriában fekszenek. A szlovén származású Kolowrat család ősi fészke valószinűleg Krajnában volt. A család több ágra szakadva, Csehországban lett honos. A 20. század közepére a családnak csak egy főága maradt, amely 1674-ben birodalmi grófi rangot és a Kolowrat-Krakowsk nevet nyerte. E főág három ágra szakadt, a Brzeznitz, Radenin és Teinitzl nevű ágakra, amelyek közül a 20. század elején csak a középső ág virágzott. Ennek feje Kolowrat Fülöp gróf volt. Franz Anton, az idősebb ág utolsó sarja, rövid ideig Ausztria miniszterelnöke is volt.

## Életpályája
1810-től cseh főkapitány és a cseh rendek elnöke volt; ebben az  állásában jellemszilárdságával és hazafiságával tűnt ki. A cseh nyelvészeti és történettudományi törekvéseket hathatósan támogatta. Történelmi és néprajzi gyűjteményével a cseh múzeumnak vetette meg az alapját. Több szegény-gondozó intézetet alapított, valamint az első csehországi takarékpénztárt is. Az állandó hadsereg létszámának csökkentésére törekedett.
I. Ferenc császár 1825-ben Metternich hatalmának ellensúlyozására Kolowratot államminiszterré nevezte ki. Ebben a tisztségében I. Ferdinánd trónra lépése (1835) után Kolowrat az engedékenyebb politika szószólója lett.
Az 1848-as bécsi felkelés kitörése után, március 21-től április 4-ig mint miniszterelnök szerepelt, de azután visszavonult a politikai élettől. Mint a művészeteknek és tudományoknak pártfogója és jótevője, haláláig köztiszteletben álló személyiség maradt.